# Brachymeria flavipes
Brachymeria flavipes är en stekelart som först beskrevs av Fabricius 1793.  Brachymeria flavipes ingår i släktet Brachymeria och familjen bredlårsteklar. Inga underarter finns listade.